# Olmeda de la Cuesta
Olmeda de la Cuesta ist ein Ort in Spanien in der Provinz Cuenca, in der Comunidad Autónoma von Castilla-La Mancha.

## Einwohnerentwicklung
Von 1991 bis 2014 nahm die Einwohnerzahl von 54 auf 34 ab.

## Klima
Das Klima ist von sehr kalten Wintern und von heißen Sommern geprägt.

## Persönlichkeiten
- Juan Manuel Blanco, Jesuit
- Pedro Vindel, Bibliograf